# Juuse Saros
Juuse Saros, född 19 april 1995, är en finländsk professionell ishockeymålvakt som spelar för Nashville Predators i National Hockey League (NHL).
Han har tidigare spelat för HPK i Liiga och Milwaukee Admirals i American Hockey League (AHL).
Saros draftades av Nashville Predators i fjärde rundan i 2013 års draft som 99:e spelare totalt.
Han var med och spelade för Finlands landslag i VM Ryssland 2016, där laget tog VM-silver.